# サム・クロス
サム・クロス（Sam Cross、1992年8月26日 - ）は、ユナイテッド・ラグビー・チャンピオンシップ、オスプリーズに所属するラグビー選手。

## プロフィール
- ウェールズ・アバーガヴェニー出身。
- ポジションはフランカー(FL)、ナンバーエイト(No.8)。
- 身長 190cm、体重 97kg
- ウェールズ代表キャップは2（2020年7月現在）。
- 7人制ウェールズ代表に選ばれたことがある[1]。
- リオ五輪の7人制イギリス代表に選ばれ銀メダル獲得[2]。

## 略歴
エブブ・ベールRFC、カーディフ・メッツ、ニューポートRFCを経て、2017年、オスプリーズに加入。